# 川田裕美
川田裕美（1983年6月22日—）是一位日本女性播報員、主持人，目前所屬事務所為cent. FORCE。前讀賣電視台主播。

## 經歷
日本大阪府大阪市住之江區出生，在泉大津市成長。由於父親工作的關係，小時候住過名古屋、長野、札幌、小樽。從泉大津市內的學校畢業後，進入大阪當地的升學學校大阪府立三國丘高等學校就讀，最終考入和歌山大學經濟學部。
自從觀看電視劇《新聞女郎》後對主播職業充滿憧憬，加上教授的鼓勵下開始投入播音學習，並通車前往東京、大阪參加相關的課程，最終通過讀賣電視台的測驗而錄取。除此之外，大學時期還參與了學校的網路電台播音工作，也曾獲選為2003年度的「戎橋小姐」。

## 主持節目

### 現在主持節目
- 《Sumomomomomomo!沙灘CAFE（日语：ピーチ流!）》（讀賣電視台、2015年4月11日 - ）
- 《胸滿滿首腦會議!（日语：胸いっぱいサミット!）》（關西電視台、2016年7月9日 - ）
- 《1圓圈內不知道的故事（日语：1周回って知らない話）》（日本電視台、2016年9月7日 - ）
- 《這個差別是什麼?（日语：この差って何ですか?）》（TBS、2017年4月18日 - ）
- 《大阪人的新常識 OSAKA LOVER（日语：大阪人の新常識 OSAKA LOVER）》（大阪電視台、2017年 - 不定期）

## 外部連結
- 公式プロフィール （页面存档备份，存于） （日語）
- 川田裕美オフィシャルブログ「Sweet Room」 （页面存档备份，存于）
- 川田裕美的X（前Twitter）
- 川田裕美的Instagram帳戶